# Misvækst
Ved misvækst (fra tysk: Misswuchs) forstås ødelæggelse af afgrøden i forhold til dens forventede udbytte på grund af naturbegivenheder så som tørke, oversvømmelse, insektangreb og lignende. Misvækst er en af årsagerne til hungersnød: mangel på de til menneskenes ophold et vist givet sted nødvendige næringsmidler, i sidste instans mangel på ernæringsplanter, kornsorterne og så fremdeles. Afgrænsningen af egentlig hungersnød og dyrtid (knaphed på fødemidler) er selvfølgelig flydende. Foruden misvækst kan andre naturbegivenheder, fx græshoppesværme, der ødelægger en i og for sig god høst, krig, belejring, en uforholdsmæssig tilvækst af befolkningen, religiøse fordomme (frygt, af ritushensyn, for at nyde visse spiser med mere) være årsag til hungersnød. Misvækst kan efter dens udstrækning betegnes snart som lokal, begrænset til snævrere områder, enkelte provinser og lignende, snart som almindelig, bredende sig over et helt land eller landekomplekser.
Hungersnøden er ikke blot et historisk fænomen tilhørende fortiden eller knyttet til egne uden for verdensøkonomiens område. Et vendepunkt i så henseende kan dog for den civiliserede verden først sættes ved midten af 19. århundrede. Fra den tid indtrådte et omsving i landenes indbyrdes forbindelse. Samfærdselsmidlerne brød de stedlige skranker, bidrog til udligning af mangel og overflod, så en lokal misvækst tabte sin afgørende indflydelse på kornsorternes prisdannelse, og kornmarkedet blev verdensmarked. Skellet mellem fortidens hungersnød og de nuværende af misvækst og andre flydende vanskeligheder i forsyningen med fødemidler sættes dog ikke alene af handelens og samfærdslens nye former; disse har vel gjort meget, men ikke alt til befolkningens større bevægelighed, evne til at flytte fra sted til sted og udvandre. Som en selvstændig faktor til hindring af hungersnød må nævnes den bedre og mere modstandsdygtige kultivering af jorden og større tilpasning i frembringelse og forbrug. Jord i god, gødningskraftig kultur er mere modstandsdygtig over for fx tørke end ekstensivt dyrket jord. Høstudbyttet er derfor nu i lande med intensivt landbrug ret konstant fra år til år, mens det tidligere påvirkedes stærkt af vejrliget.

## Historiske eksempler
I oldtiden hører man jævnlig om hungersnød, i middelalderen var den en stadig tilbagevendende landeplage: hærgende sygdomme var dens ledsagende fænomener. Man satte den i forbindelse med sol- og måneformørkelser, kometer og lignende; den ansås som en straf fra oven. Midlerne, man anvendte imod den, var derfor også for en stor del af åndelig natur: bøn og messer. På Karl den Stores tid grebes dog sagen tillige praktisk an: der udstedtes forbud mod udførsel, sattes pristakster, gaves understøttelser, pålagdes nødskat. En sådan mere fast organisation mod hungersnøden tabte sig snart. Der findes talrige skildringer i middelalderen (blandt andet i Annales Fuldenses, Fulda-annalerne) af disse nødstilstande, snart med gruvækkende tildragelser (forældre slagter deres børn, børn deres forældre, lig opgraves. I 1505 fritoges i Ungarn forældre, der havde spist deres børn, for straf), snart med eksempler på sjælsstor opofrelse. Man spiste bark, jord blandet med mel (Ungarn) og lignende. Fra Tyskland og tilstødende egne indftraf almindelig hungersnødtilstande blandt andet i 1043—1044, 1060, særlig mange i 12. århundrede (1099—1101, 1125—1126, 1145—1147 1151, 1162, den voldsomt hærgende 1196—1197), endvidere 1217—1113 med mere, hungersnøden 1315—1317 bredte sig over hele det nuværende Tyskland til Alperne. Endnu fra 1772 berettes der om en hungersnød i Kursachsen, der krævede 150.000 ofre. På Island træffes hungersnøden lokalt ret hyppigt i 17. og 18. århundrede. Fra 19. århundrede kan blandt andet nævnes kartoffelsygdommen og misvæksten i Irland 1845-1849 (over 1 mio. mennesker siges at være døde under denne hungersnød og dens ledsagende sygdomsbølger). I slutningen af 1800-tallet forekom hungersnød blandt andet i Asien: således forekom ofte om hungersnød i Kina (en særlig ondartet i 1877), ligeledes i Ostindien (en hungersnød her i 1866 skal have påført omkring 7½ mio. mennesker døden), hvor der dog fra den engelske regerings side gjordes meget til afværgelsen af nødstilstande gennem forbedring af samfærdselsmidlerne og jorddykningen (Famine Commissions virksomhed). Fra tiden efter 1. verdenskrig må nævnes misvæksten i Rusland 1921—1922, der foruden den ekstensive landbrugsøkonomi dog i nogen grad må tilskrives krigs- og revolutionsårenes økonomiske forstyrrelser. På grund af Ruslands dårlige kommunikationsmidler var tilførslen af næringsmidler fra andre lande yderst vanskelig, og der omkom i tusindvis af mennesker.